# Discografia degli Uriah Heep
Questa voce contiene la discografia degli Uriah Heep, dagli esordi fino ad oggi.

## Album

### Album in studio
| Data              | Titolo                       | Piazzamenti | Riconoscimenti RIAA e BPI |
| Giugno 1970       | ...Very 'Eavy ...Very 'Umble | 186°        |                           |
| febbraio 1971     | Salisbury                    | 103°        |                           |
| ottobre 1971      | Look at Yourself             | 39° 93°     |                           |
| maggio 1972       | Demons & Wizards             | 20° 23°     | Oro                       |
| novembre 1972     | The Magician's Birthday      | 28° 31°     | Oro                       |
| settembre 1973    | Sweet Freedom                | 18° 33°     | Oro Argento               |
| giugno 1974       | Wonderworld                  | 23° 38°     | Argento                   |
| maggio 1975       | Return to Fantasy            | 7° 85°      | Argento                   |
| giugno 1976       | High and Mighty              | 161°        |                           |
| febbraio 1977     | Firefly                      | 166°        |                           |
| novembre 1977     | Innocent Victim              |             |                           |
| settembre 1978    | Fallen Angel                 | 186°        |                           |
| febbraio 1980     | Conquest                     | 37°         |                           |
| marzo 1982        | Abominog                     | 34° 56°     |                           |
| maggio 1983       | Head First                   | 159°        |                           |
| aprile 1985       | Equator                      |             |                           |
| maggio 1989       | Raging Silence               |             |                           |
| febbraio 1991     | Different World              |             |                           |
| aprile 1995       | Sea of Light                 |             |                           |
| settembre 1998    | Sonic Origami                |             |                           |
| giugno 2008       | Wake the Sleeper             |             |                           |
| aprile 2011       | Into the Wild                |             |                           |
| giugno 2014       | Outsider                     |             |                           |
| 14 settembre 2018 | Living the Dream             |             |                           |
| 27 gennaio 2023   | Chaos & Colour               |             |                           |

### Album dal vivo
| Data          | Titolo                               | Piazzamenti | Riconoscimenti RIAA e BPI |
| Giugno 1973   | Uriah Heep Live                      | 23° 37°     | Argento Oro               |
| 1986          | Live at Shepperton '74               |             |                           |
| 1986          | Live in Europe 1979                  |             |                           |
| 1988          | Live in Moscow                       |             |                           |
| 1996          | Spellbinder Live                     |             |                           |
| giugno 1997   | Live on the King Biscuit Flower Hour |             |                           |
| agosto 1999   | Uriah Heep The Best of 1             |             |                           |
| novembre 2000 | Future Echoes of the Past            |             |                           |
| marzo 2001    | Acoustically Driven                  |             |                           |
| maggio 2001   | Electrically Driven                  |             |                           |
| aprile 2002   | The Magician's Birthday Party        |             |                           |
| maggio 2003   | Live in the USA                      |             |                           |
| febbraio 2004 | Magic Night                          |             |                           |

### Raccolte
| Data          | Titolo                            | Piazzamenti | Riconoscimenti RIAA e BPI |
| ottobre 2009  | Celebration - Forty Years of Rock |             |                           |
| novembre 2015 | Totally Driven                    |             |                           |

## Singoli
- 1970 - Bird of Prey
- 1971 - Love Machine
- 1971 - Gypsy
- 1971 - Lady in Black
- 1971 - Look at Yourself
- 1971 - July Morning
- 1972 - Traveller in Time
- 1972 - The Wizard
- 1972 - Easy Livin'
- 1972 - Sweet Lorraine
- 1973 - Seven Stars
- 1973 - Blind Eye
- 1973 - Stealin'
- 1974 - Something or Nothing
- 1975 - Prima Donna
- 1976 - One Way or Another
- 1977 - Wise Man
- 1977 - Free Me
- 1978 - Come Back to Me
- 1980 - Carry On
- 1980 - Love Stealer
- 1981 - Think it Over
- 1982 - That's the Way That It Is
- 1983 - Lonely Nights
- 1983 - Stay on Top
- 1985 - Rockarama
- 1985 - Poor Little Rich Girl
- 1989 - Easy Livin' (live)
- 1989 - Hold Your Head Up
- 1989 - Blood Red Roses
- 1995 - Dream On
- 1997 - Gypsy
- 2001 - Come Away Melinda
- 2001 - Lady in Black

## DVD e VHS
- 1985 - Easy Livin' - A History Of Uriah Heep
- 1989 - Raging throught Silence
- 1990 - Live Legends
- 1990 - Gypsy
- 1995 - Live in Moscow (solo in Giappone)
- 2000 - The Legend Continues
- 2001 - Acoustically Driven
- 2001 - Sailing The Sea of Light
- 2002 - The Magician's Birthday Party
- 2003 - Live in The USA
- 2004 - Magic Night
- 2004 - The Ultimate Anthology
- 2004 - Classic Heep Live From The Byron Era
- 2005 - Between Two Worlds
- 2006 - The Live Broadcasts